# Kenai (schiereiland)
Het schiereiland Kenai is gelegen in het zuiden van Alaska. Het strekt zich zo'n 240 km zuidwestwaarts uit vanaf het Chugachgebergte ten zuiden van Anchorage en wordt omgeven door de Cook Inlet, Prince William Sound en de Golf van Alaska.
De Kenai Mountains beslaan het zuiden en oosten van het schiereiland. Het grootste deel van deze bergen valt onder bescherming van het Kenai Fjords National Park. De belangrijkste plaatsen op het schiereiland zijn Seward en Kenai.
De naam is vermoedelijk afkomstig van Kenajskaja, het Russische woord voor de Cook Inlet.